# Mathieu Chiquet
Mathieu Chiquet (ur. 19 września 1970) – francuski snowboardzista, wicemistrz świata.

## Kariera
W Pucharze Świata zadebiutował 29 listopada 1996 roku w Tignes, gdzie zajął 23. miejsce w gigancie. Tym samym już w swoim debiucie wywalczył pierwsze pucharowe punkty. Na podium zawodów pucharowych po raz pierwszy stanął 1 lutego 1997 roku w Mont-Sainte-Anne, wygrywając rywalizację w gigancie. W zawodach tych wyprzedził Austriaka Haralda Waldera i Włocha Thomasa Pruggera. Łącznie 10 razy stawał na podium zawodów PŚ, odnosząc przy jeszcze dwa zwycięstwa: 4 grudnia 1998 roku w Ischgl i 3 lutego 2001 roku w Monachium wygrywał w slalomie równoległym. Najlepsze wyniki osiągnął w sezonie 1998/1999, kiedy to zajął piąte miejsce w klasyfikacji generalnej, a klasyfikacji slalomu był drugi.
Jego największym sukcesem jest srebrny medal w gigancie równoległym zdobyty na mistrzostwach świata w Madonna di Campiglio w 2001 roku. Rozdzielił tam na podium swego rodaka, Nicolasa Hueta i Antona Pogue z USA. Był też między innymi szósty w slalomie równoległym podczas rozgrywanych dwa lata wcześniej mistrzostw świata w Berchtesgaden. Nie startował na igrzyskach olimpijskich.
W 2002 r. zakończył karierę.

## Osiągnięcia

### Mistrzostwa świata
| Miejsce | Dzień       | Rok  | Miejscowość          | Konkurencja       | Zwycięzca           |
| ------- | ----------- | ---- | -------------------- | ----------------- | ------------------- |
| 59.     | 13 stycznia | 1999 | Berchtesgaden        | Gigant            | Markus Ebner        |
| 24.     | 14 stycznia | 1999 | Berchtesgaden        | Gigant równoległy | Richard Richardsson |
| 6.      | 15 stycznia | 1999 | Berchtesgaden        | Slalom równoległy | Nicolas Huet        |
| 3.      | 24 stycznia | 2001 | Madonna di Campiglio | Gigant równoległy | Nicolas Huet        |
| 26.     | 28 stycznia | 2001 | Madonna di Campiglio | Snowboardcross    | Guillaume Nantermod |

### Puchar Świata

#### Miejsca w klasyfikacji generalnej
- sezon 1996/1997: 80.
- sezon 1997/1998: 45.
- sezon 1998/1999: 5.
- sezon 1999/2000: 38.
- sezon 2000/2001: 32.
- sezon 2001/2002: 11.

#### Miejsca na podium
1. Mont-Sainte-Anne – 1 lutego 1997 (gigant) – 1. miejsce
2. Grächen – 10 stycznia 1998 (slalom równoległy) – 2. miejsce
3. Zell am See – 13 listopada 1998 (slalom równoległy) – 2. miejsce
4. Sestriere – 28 listopada 1998 (slalom równoległy) – 3. miejsce
5. Ischgl – 4 grudnia 1998 (slalom równoległy) – 1. miejsce
6. Morzine – 5 stycznia 1999 (slalom równoległy) – 2. miejsce
7. Park City – 5 lutego 1999 (slalom równoległy) – 3. miejsce
8. Naeba – 19 lutego 1999 (gigant równoległy) – 3. miejsce
9. Livigno – 17 marca 2000 (snowcross) – 2. miejsce
10. Monachium – 3 lutego 2001 (slalom równoległy) – 1. miejsce